# Mucorrea
La  mucorrea  in campo medico consiste nell'emissione di una grossa quantità di muco attraverso le feci.

## Patologie associate
Le semplici tracce di muco non sono espressione di alcuna patologia, perché si tratta di normale fisiologia, mentre una quantità eccessiva della sostanza potrebbe nascere semplicemente da uno stimolo eccessivo dell'ano.
L'emissione eccessiva di muco senza defecazione può indicare lesioni anali anche di origine tumorale, o patologie quali colite, rettocolite ulcerosa, disbiosi intestinale, gonorrea, intolleranze alimentari, stitichezza cronica ecc. Se invece è presente all'atto della defecazione potrebbe essere un sintomo di lesioni interne. In tal caso oltre a masse tumorali vi possono essere malattie infiammatorie di tipo cronico, oppure la presenza di muco potrebbe verificarsi a causa di stitichezza, emorroidi, ragadi anali, prolassi muco rettali, rettocele.